# جعداوات
الجعداوات (الاسم العلمي: Teucrioideae) هي أسرة نباتية تتبع الفصيلة الشفوية من رتبة الشفويات.

## ماهية التقسيم

### قبائلها
- عجوقية

### أجناسها
هناك 23 جنساً منها:
- الجعدة
- العجوقة